# Brossac
Brossac település Franciaországban, Charente megyében. Lakosainak száma 453 fő (2022. január 1.). Brossac Bardenac, Brie-sous-Chalais, Châtignac, Guizengeard, Passirac és Saint-Vallier községekkel határos.

## Népesség
A település népességének változása:
| Lakosok száma | 778  | 635  | 524  | 564  | 532  | 503  | 486  | 475  | 462  | 453  |
|               | 1968 | 1982 | 1999 | 2006 | 2011 | 2015 | 2017 | 2018 | 2020 | 2022 |